# Wilhelm-Gletscher
Der Wilhelm-Gletscher ist ein Gletscher im ostantarktischen Viktorialand. In den Victory Mountains entwässert er 3 km nördlich des Olson-Gletschers den nördlichen Teil der Westhänge des Malta-Plateaus und fließt in westlicher Richtung zum Seafarer-Gletscher.
Der United States Geological Survey kartierte ihn anhand eigener Vermessungen und Luftaufnahmen der United States Navy aus den Jahren von 1960 bis 1964. Das Advisory Committee on Antarctic Names benannte ihn 1970 nach dem Glaziologen Robert C. Wilhelm, der zwischen 1967 und 1968 im Rahmen des United States Antarctic Research Program an der Erkundung der Roosevelt-Insel beteiligt war.